# Naplemez
A Naplemez az Első Emelet együttes ötödik nagylemeze, mely 1988-ban jelent meg a Hungaroton gondozásában.

## Az album dalai
1. Harctéri madonnák
2. Szexpedíció
3. Mylady
4. Néma hajnal
5. Havasi napfogyatkozás
6. A La Carte
7. Drakula táncol
8. Szerelemcsütörtök
9. Boldog névnapot
10. Pingvin a Szaharában